# Campeonato Moçambicano de Futebol de 2024
O Moçambola 2024 foi a 46ª temporada da principal competição de futebol em Moçambique tendo sido disputado por 12 clubes em duas voltas. Em cada volta, todos as equipas jogaram entre si uma única vez, sendo declarado campeão moçambicano a equipe que obtiver o maior número de pontos após as 22 jornadas. No final da competição, o campeão classifica-se para a Liga dos Campeões da CAF de 2025.
A temporada teve início a 20 de Abril e terminou a 11 de Novembro.
Foram promovidos ao Moçambola 2024 os vencedores das competições ("poules") regionais de acesso ao Moçambola foram: Clube Desportivo de Nacala no Norte; Textáfrica de Chimoio no Centro; e Brera Tchumene no Sul (esta equipa foi fundada apenas um ano antes de ascender ao Moçambola). Estas equipas substituiram as classificadas nos três últimos lugares em 2023, que desceram à segunda divisão: Ferroviário de Nacala, Ferroviário de Quelimane e Matchedje de Maputo.
Na época de 2024 apenas uma equipa devia descer de divisão e a última classificada foi o Textáfrica. No entanto, devido à desistência do penúltimo classificado, o Brera Tchumene, de disputar o Moçambola 2025, o Textáfrica manteve-se na competição maior.
O Moçambola 2024 teve um início atribulado devido a problemas como o licenciamento de clubes e inscrição de jogadores, e a imprevisibilidade da logística da LAM que provocou o adiamento de jogos ou obrigou as equipas a viagens longas por via terrestre. Os problemas logísticos da LAM levaram ao adiamento do início da 2ª volta por três semanas, aproveitada para realizar jogos em atraso. O campeonato já tinha sofrido uma interrupção, ainda na 1ª volta, devido a compromissos internacionais dos [[Seleção Moçambicana de Futebol|Mambas], a seleção nacional moçambicana.
Outro problema da competição foi a má qualidade da arbitragem, com muitos clubes a queixarem-se de terem sido prejudicados. Como resultado, a  Comissão Nacional de Árbitros de Futebol decidiu criar um grupo que chamou de "árbitros de elite", através de um rigoroso processo de selecção e formação.
A Liga Moçambicana de Futebol prometeu premiar o campeão com 5 milhões de meticais, mas depois de um acordo entre a Liga e a Hidroeléctrica de Cahora Bassa, o prémio foi aumentado para 7 milões e meio de meticais e o segundo e terceiro classificados também foram premiados.
A Associação Black Bulls só confirmou o título na última jornada, com a corrida reduzida a duas equipas, mais a União Desportiva do Songo. Como as duas equipas ganharam as suas partidas, o Black Bulls confirmou a vitória final.
O Moçambola 2024 foi disputado pelas seguintes equipas:
| Clube                                                  | Localidade | Estádio                         | Desempenho 2023                          | Notas |
| ------------------------------------------------------ | ---------- | ------------------------------- | ---------------------------------------- | ----- |
| Associação Black Bulls                                 | Matola     | Complexo Desportivo de Tchumene | 2.º no Moçambola                         |       |
| Associação Desportiva de Vilankulo                     | Vilanculos | Estádio Municipal de Vilanculos | 9.º no Moçambola                         |       |
| Baía de Pemba Futebol Clube                            | Pemba      | Estádio Municipal de Pemba      | 6.º no Moçambola                         |       |
| Brera Tchumene Football Club                           | Matola     | Estádio do Brera Tchumene       | 1º na poule de apuramento da zona sul    |       |
| Clube Desportivo de Nacala                             | Nacala     | Campo da Bela Vista             | 1º na poule de apuramento da zona norte  |       |
| Clube de Desportos da Costa do Sol                     | Maputo     | Estádio do Costa do Sol         | 4.º no Moçambola                         |       |
| Clube Ferroviário da Beira                             | Beira      | Estádio do Ferroviário          | 1.º no Moçambola                         |       |
| Clube Ferroviário de Lichinga                          | Lichinga   | Estádio Municipal 1º De Maio    | 7.º no Moçambola                         |       |
| Clube Ferroviário de Maputo                            | Maputo     | Estádio da Machava              | 8.º no Moçambola                         |       |
| Clube Ferroviário de Nampula                           | Nampula    | Estádio 25 De Junho             | 3.º no Moçambola                         |       |
| Grupo Desportivo e Recreativo da Textáfrica do Chimoio | Chimoio    | Campo da Soalpo                 | 1º na poule de apuramento da zona centro |       |
| União Desportiva do Songo                              | Songo      | Estádio 27 de Novembro          | 5.º no Moçambola                         |       |

## Classificação final
| #  | Equipa                                                       | J  | V  | E | D  | GP | GC | SG  | Pts | Classificação                         |
| -- | ------------------------------------------------------------ | -- | -- | - | -- | -- | -- | --- | --- | ------------------------------------- |
| 1  | Associação Black Bulls (Q)                                   | 22 | 15 | 6 | 1  | 47 | 21 | +26 | 51  | Liga dos Campeões da CAF de 2022-2023 |
| 2  | União Desportiva do Songo                                    | 22 | 14 | 7 | 1  | 34 | 13 | +21 | 49  |                                       |
| 3  | Clube de Desportos da Costa do Sol                           | 22 | 13 | 5 | 4  | 35 | 19 | +16 | 44  |                                       |
| 4  | Clube Ferroviário de Maputo                                  | 22 | 8  | 5 | 9  | 19 | 18 | +1  | 29  |                                       |
| 5  | Clube Ferroviário de Nampula                                 | 22 | 7  | 6 | 9  | 22 | 23 | −1  | 27  |                                       |
| 6  | Clube Ferroviário da Beira                                   | 22 | 7  | 6 | 9  | 15 | 18 | −3  | 27  |                                       |
| 7  | Associação Desportiva de Vilankulo                           | 22 | 6  | 7 | 9  | 20 | 26 | −6  | 25  |                                       |
| 8  | Clube Desportivo de Nacala                                   | 22 | 6  | 6 | 10 | 26 | 35 | −9  | 24  |                                       |
| 9  | Baía de Pemba Futebol Clube                                  | 22 | 6  | 6 | 10 | 14 | 25 | −11 | 24  |                                       |
| 10 | Clube Ferroviário de Lichinga                                | 22 | 5  | 9 | 8  | 23 | 26 | −3  | 24  |                                       |
| 11 | Brera Tchumene Football Club                                 | 22 | 4  | 6 | 12 | 22 | 29 | −7  | 18  |                                       |
| 12 | Grupo Desportivo e Recreativo da Textáfrica do Chimoio]] (R) | 22 | 5  | 3 | 14 | 18 | 38 | −20 | 18  | Campeonatos provinciais               |

Última atualização em 11 de novembro 2024
Fonte: []
Regras para classificação: 1) pontos; 2) pontos por confronto direto; 3) golos por confronto direto; 4) diferença de golos; 5) número de vitórias; 6) play-off.
(C) = Campeão; (R) = Rebaixado; (P) = Promovido; (O) = Vencedor do play-off; (A) = Classificado para a próxima fase. 
Somente aplicável se a temporada não tiver terminado: 
(Q) = Classificado para a fase do torneio indicada; (TQ) = Classificado para o torneio, mas não para a fase indicada; (DQ) = Desclassificado do torneio.